# Petrophora
Genre
Petrophora est un genre de lépidoptères (papillons) de la famille des Geometridae, de la sous-famille des Ennominae.

## Espèces rencontrées en Europe
- Petrophora binaevata (Mabille, 1869)
- Petrophora chlorosata (Scopoli, 1763)
- Petrophora convergata (de Villers, 1789)
- Petrophora narbonea (Linnaeus, 1767)